# Accept my love
Accept my love is een muziekalbum van Jack Jersey uit 1979. Het is in de stijl elektronische rock, waarmee het afwijkt van voorgaande albums van de zanger. 
Het stond twee weken in de LP Top 50 genoteerd op nummer 39 en 37. Yesterday guy en Ramblin' man verschenen op een single maar kwam niet in de Nederlandse hitlijsten terecht.

## Nummers
| Nr. | naam                          | schrijver                                 | duur |
| --- | ----------------------------- | ----------------------------------------- | ---- |
| A1  | Yesterday guy                 | Jack de Nijs en Milly Trap                | 3:22 |
| A2  | Accept my love                | Gary Carlson                              | 2:53 |
| A3  | Just one time                 | Don Gibson                                | 2:31 |
| A4  | Way down low                  | Jack de Nijs en Milly Trap                | 2:36 |
| A5  | Never ending lonely nights    | Jack de Nijs en H. Haast                  | 3:52 |
| A6  | Pretend                       | Cliff Parman, Frank LaVere en Lew Douglas | 2:30 |
| B1  | Ramblin' man                  | Ray Pennington                            | 3:25 |
| B2  | Lonely Linda                  | Jack de Nijs en Jimmy Lawton              | 4:03 |
| B3  | Come on                       | Jack de Nijs en Jacques Verburgt          | 3:50 |
| B4  | Missing you, that's what I do | Jack de Nijs en Jacques Verburgt          | 4:04 |
| B5  | Got no home                   | Jack de Nijs en H. Vermout                | 3:00 |
| B6  | Picture on the wall           | Jack de Nijs                              | 3:40 |